# Manchester, Iowa
Manchester är en stad (city) i Delaware County, i delstaten Iowa, USA. Enligt United States Census Bureau har staden en folkmängd på 5 148 invånare (2011) och en landarea på 12,1 km². Manchester är huvudort i Delaware County.